# Мемориал чернобыльской славы участникам ликвидации последствий аварии на ЧАЭС

Птицы, сгорающие в пламени

«Чернобыльский спас»

Мемориал чернобыльской славы участникам ликвидации последствий аварии на ЧАЭС открыт в Донецке 26 апреля 2006 года, в год 20-летия аварии на Чернобыльской АЭС. Поставлен в память 8 тысяч дончан, которые принимали участие в ликвидации последствий катастрофы (пожарных, военных, медработников, шахтёров). Это один из крупнейших в стране монументов, в память о ликвидаторах аварии.
Авторы памятника донецкий скульптор Юрий Иванович Балдин и архитектор Владимир Степанович Бучек
Монумент представляет собой стилизованный колокол, который символизирует вечную память и призыв не допустить подобного в будущем. Сверху колокола — птицы, сгорающие в пламени, символизирующие всенародную боль и память. Выполнен из мрамора и чугуна. На памятнике икона «Чернобыльский спас», изготовленная в технике мозаики.
Памятник находится в сквере «Чернобыльцев» у Южного автовокзала. В пределах сквера образуется маленькая площадь.
На открытии памятника присутствовали донецкий городской голова Александр Лукьянченко, председатель областного совета Анатолий Близнюк, заместитель главы облгосадминистрации Сергей Дергунов. Церемония открытия включала в себя снятие покрывала с памятника под звуки траурной музыки, ружейный салют, возложение цветов, митинг в честь 20-летия аварии, православную службу и освящение памятника, которые совершил настоятель Свято-Игнатьевского храма отец Александр.
До открытия памятника на этом месте находился памятный знак: «Дончанам — жертвам Чернобыльской трагедии» установленный в 26 апреля 1996 года. Памятный знак представлял собой стелу из двух плит, на низком постаменте в виде знака ядерной маркировки. Авторы памятного знака: Ю. И. Балдин и Н.И. Колесник.
Первоначально памятник носил официальное название «Дончанам — жертвам чернобыльской трагедии», а в июне 2010 года по запросу городской общественной организации «Союз Чернобыль Украины» на сессии Донецкого городского совета депутаты проголосовали за переименование его в «Мемориал чернобыльской славы участникам ликвидации последствий аварии на ЧАЭС». Новое название по замыслу инициаторов переименования должно лучше отражать вклад жителей Донецка в ликвидации аварии ЧАЭС.